# Hadrodactylus seminiger
Hadrodactylus seminiger är en stekelart som först beskrevs av Léon Abel Provancher 1874.  Hadrodactylus seminiger ingår i släktet Hadrodactylus och familjen brokparasitsteklar. Inga underarter finns listade i Catalogue of Life.